# Aquila, Michoacán de Ocampo
Aquila är en ort i Mexiko.   Den ligger i kommunen Aquila och delstaten Michoacán de Ocampo, i den södra delen av landet, 500 km väster om huvudstaden Mexico City. Aquila ligger 201 meter över havet och antalet invånare är 23 536.
Terrängen runt Aquila är huvudsakligen kuperad, men söderut är den bergig. Aquila ligger nere i en dal. Runt Aquila är det glesbefolkat, med 8 invånare per kvadratkilometer. Aquila är det största samhället i trakten. I omgivningarna runt Aquila växer huvudsakligen savannskog.